# Хайнрих фон Изенбург-Ронебург
Хайнрих фон Изенбург-Ронебург (на немски: Heinrich von von Isenburg (Ysenburg)-Ronneburg; * 13 септември 1537; † 31 май 1601 в замък Ронебург при Ронебург в Хесен) e граф на Изенбург-Ронебург (1566 – 1597) и след това на цялото графство Изенбург-Бюдинген-Ронебург в Келстербах (1597 – 1601).
Той е най-малкият син на граф Антон I фон Изенбург-Бюдинген-Ронебург в Келстербах (1501/1526 – 1560) и първата му съпруга Елизабет фон Вид (1508 – 1542), дъщеря на граф Йохан III фон Вид (ок. 1485 – 1533) и съпругата му графиня Елизабет фон Насау-Диленбург (1488 – 1559). Баща му Антон I се жени втори път 1554 г. за Катарина Гумпел (1530 – 1559) и има с нея син Ханс Ото († 1635).
След смъртта на баща му през 1560 г. Георг управлява Изенбург-Ронебург заедно с братята си Георг (1528 – 1577) и Волфганг (1533 – 1597).
Той умира бездетен на 31 май 1601 г. в замък Ронебург и е погребан в Меерхолц.

## Фамилия
Хайнрих се жени 1569 г. за Мария фон Раполщайн (* 5 юли 1551; † 15 октомври 1571 в Ронебург), дъщеря на Егенолф III фон Раполтщайн, господар на Рибопиер (1527 – 1585) и първата му съпруга Елизабет фон Сайн (1529 – 1549). Мария умира при раждане на мъртвородено дете (*/† 15 октомври 1571).
Хайнрих се жени 1572 г. втори път за Елизабет фон Глайхен-Тона (* 1554; † 19 юли 1616 в Ронебург), дъщеря на граф Георг фон Глайхен-Тона (1509 – 1570) и първата му съпруга Елизабет фон Плесе (1531 – 1556). Те нямат деца.